# Huelga general europea de 2012
La huelga general europea o huelga general ibérica de 2012 (más conocida por las siglas 14-N) fue una huelga general convocada para el miércoles 14 de noviembre de 2012 inicialmente por varias organizaciones sindicales españolas a la que se sumaron diversos sindicatos y colectivos europeos.
Por primera vez en la historia de la Unión Europea se convocó simultáneamente una jornada de paros en diferentes estados con una reivindicación común. Chipre, Malta, Portugal, Italia y España vivieron una jornada de huelga general que fue apoyada con movilizaciones en Francia, Grecia y sectoriales en la Bélgica francófona.

## Huelga internacional
La Confederación Europea de Sindicatos (CES) se reunió en octubre de 2012 para estudiar un modo de protesta contra los modelos de austeridad, llevando a los sindicatos de muchos países a hacer huelga o a movilizarse simplemente.
Esta huelga tuvo la particularidad de ser la primera huelga general ibérica de la historia. Los sindicatos de España y Portugal convocaron huelga en toda la península ibérica durante todo el día.
Por su parte, el principal sindicato de Italia, la Confederación General Italiana del Trabajo (CGIL), anunció su decisión de sumarse, con un paro de cuatro horas, a la huelga general convocada en España y Portugal.

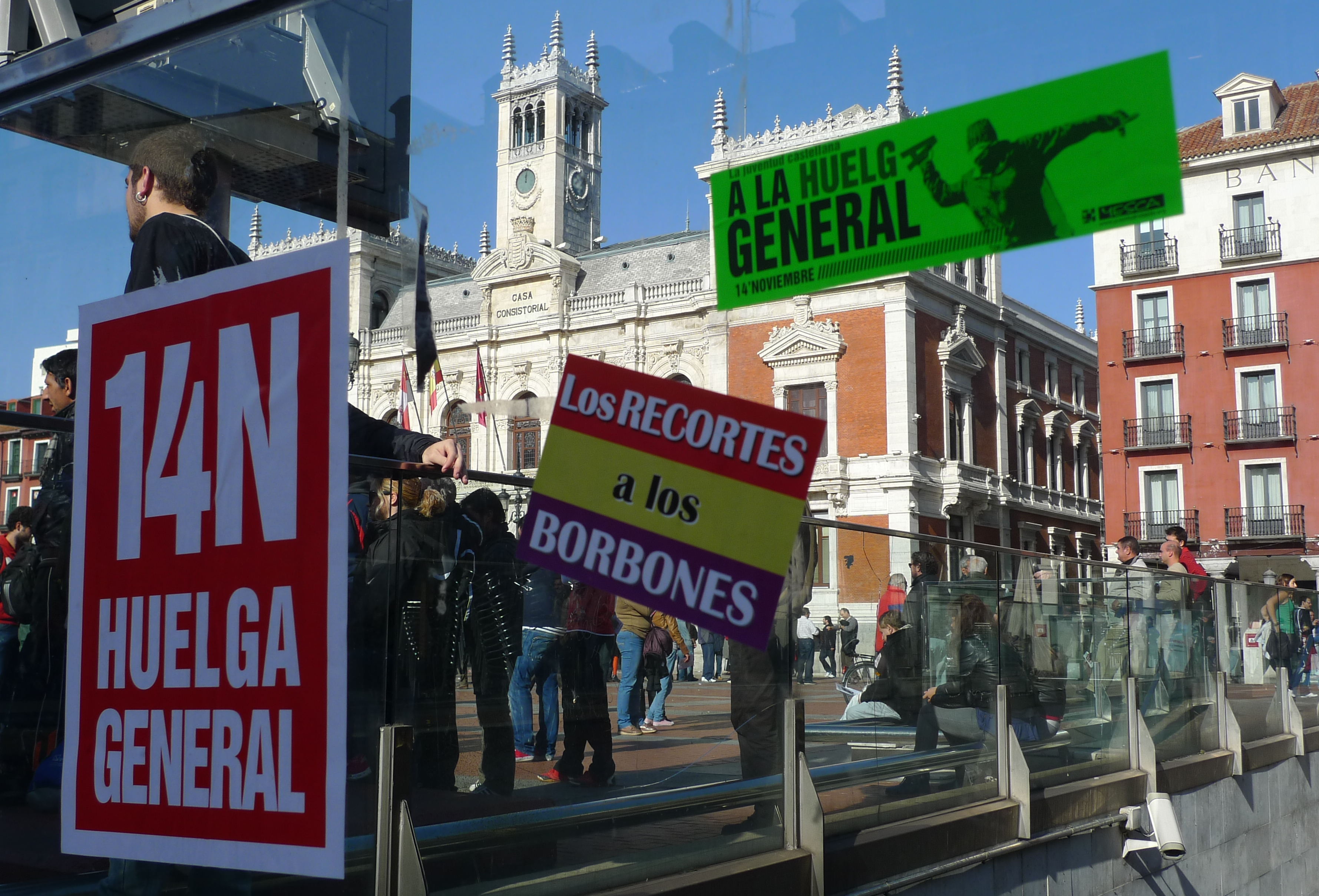
Huelga general en España de 2012, -Plaza Mayor de Valladolid-

Las centrales griegas, GSEE y ADEDY, mayoritarias en el sector privado y público respectivamente, que ya habían convocado cinco huelgas generales en 2012, también podrían haberse unido a la llamada de la CES para el 14-N.
También hicieron huelga general Chipre y Malta.

### Lemas

#### España
El lema de la huelga en España fue «Nos dejan sin futuro. Hay culpables. Hay soluciones». En la pancarta que encabezó la manifestación en Madrid figuró ese lema tanto en castellano como en inglés y en alemán.

#### Portugal
El lema anunciado por CGTP-IN fue «Contra a exploração e o empobrecimento; mudar de política – por um Portugal com futuro» («Contra la explotación y el empobrecimiento; cambiar de política – por un Portugal con futuro»).

#### Italia
El lema anunciado por CGIL para la huelga general de 4 horas fue «Per il lavoro e la solidarietà contro l'austerità» («Por el trabajo y la solidaridad, contra la austeridad»).

## Contexto social

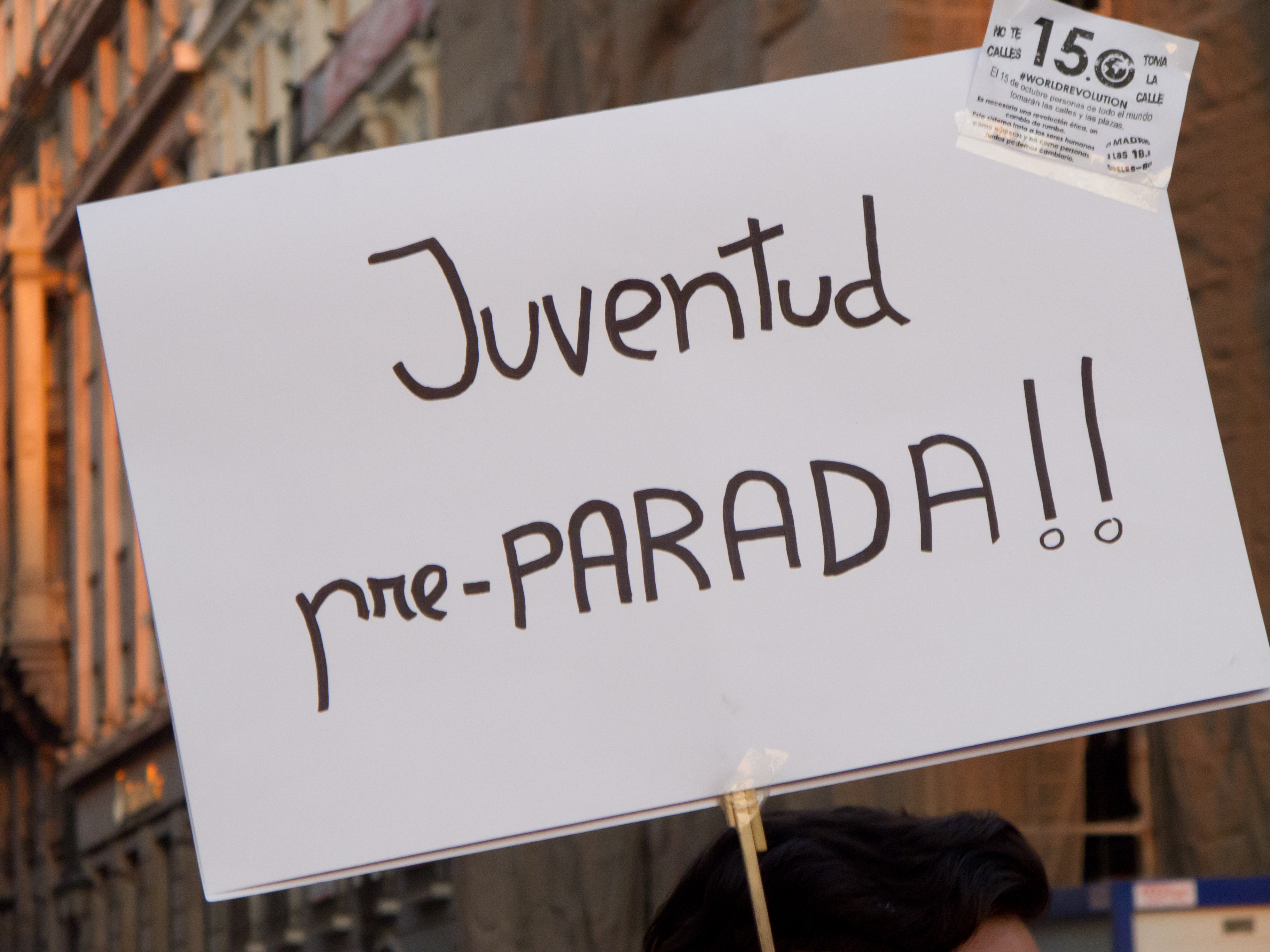
Pancarta contra el desempleo juvenil en el marco de la movilización global del 15 de octubre. España cerró 2012 con una tasa de paro del 26,02%

Las protestas del 14 de noviembre respondieron directamente a la Crisis económica de 2008-2012, que provocó una serie de medidas de austeridad para la reducción del déficit público de los estados de la Unión Europea. Así como el deterioro económico ante el agujero de los bancos y la bolsa. La crisis provocó un efecto dominó que llevó a algunos países periféricos de Europa a pedir auxilio económico para sanear sus cuentas; entre ellos: Portugal, Grecia o Irlanda.

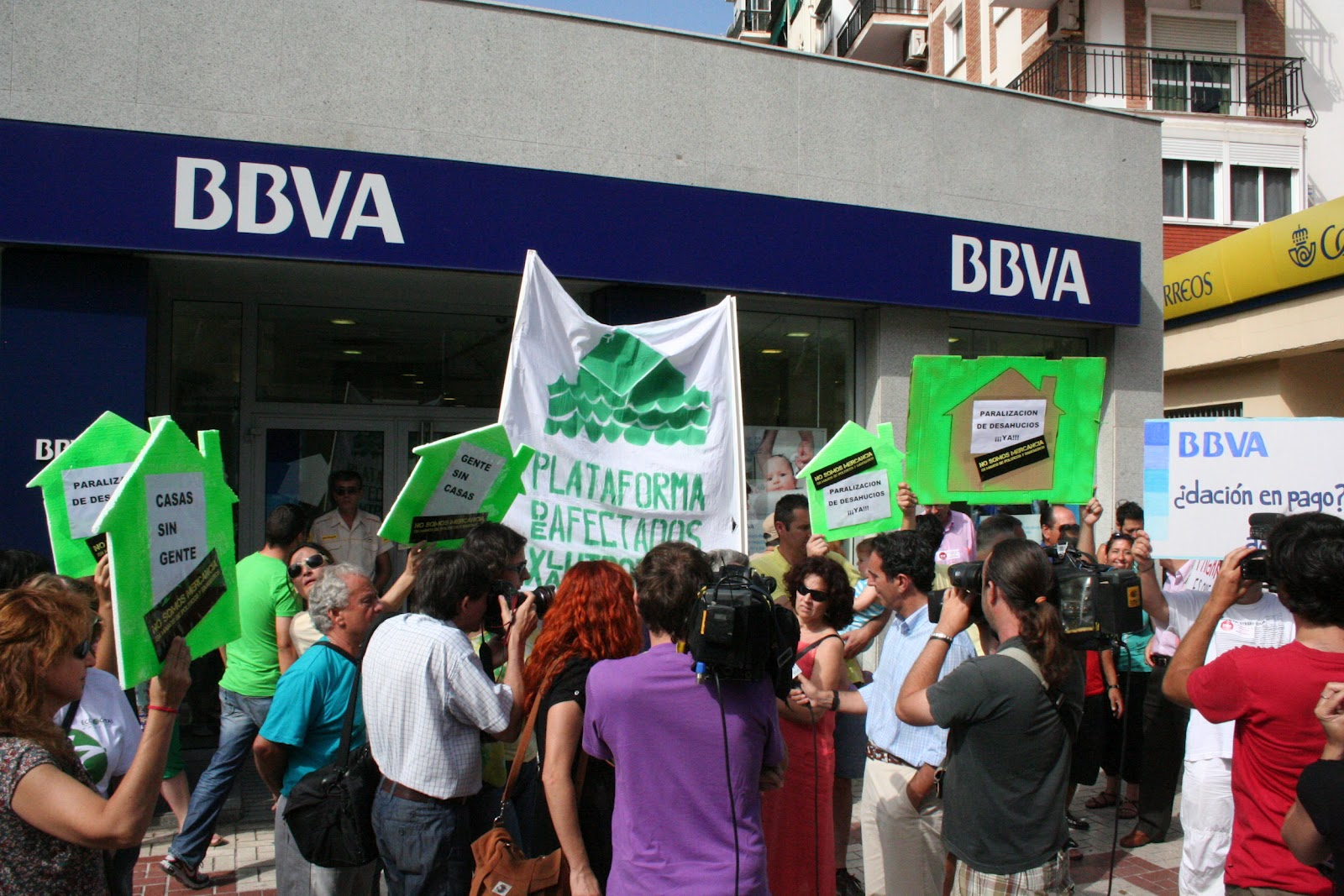
Protestas del PAH ante una sucursal del BBVA reclamando la dación en pago

El malestar social fue una consecuencia directa de las medidas de austeridad. En el caso de España, el gobierno de Mariano Rajoy dio luz verde a recortes en servicios públicos, reducción de los salarios y aumento del IVA, entre otras medidas. Estas fueron fuertemente criticadas desde los partidos políticos de la oposición y los ciudadanos. Este clima motivó a los sindicatos a replantear otra huelga en el año 2012. La huelga del 29 de marzo en España tenía por principal objetivo la retirada de la Reforma laboral, porque facilitaba el despido de los trabajadores.
En el caso de los demás países europeos la situación social era más o menos similar a la española. La razón de las protestas era el reclamo de los derechos perdidos con estas medidas impulsadas por los gobiernos estatales, fuera cual fuera su ideología, que les fueron impuestos por la Unión Europea para evitar rescates financieros a los países con más problemas. Cabe destacar que la principal defensora de la austeridad en la Unión Europea fue la canciller alemana Angela Merkel, a la que muchos protestantes acusan como culpable de la situación.

## Razones de los sindicatos
Los sindicatos españoles manifestaron que la huelga general se realizaría ante el “recorte de derechos fundamentales”, el “deterioro de pensiones, de sanidad y de educación” y el “intento de aislar al medio rural” y, en este sentido, pidieron “una ola de simpatía y de comprensión por parte del conjunto de la población, de la opinión pública”, que se una al esfuerzo de los asalariados que secundasen esa convocatoria.
El sindicato europeo destacó en una nota que las medidas de austeridad "han arrastrado a Europa desde el estancamiento económico hasta la recesión. El resultado de estas políticas ha sido el bloqueo del crecimiento y el desempleo en continuo aumento", reza la nota. "Los recortes a salarios y la protección social son ataques al modelo social europeo y agravan las desigualdades y la injusticia social. Es necesario un cambio de ruta", prosigue.

## Reacciones políticas

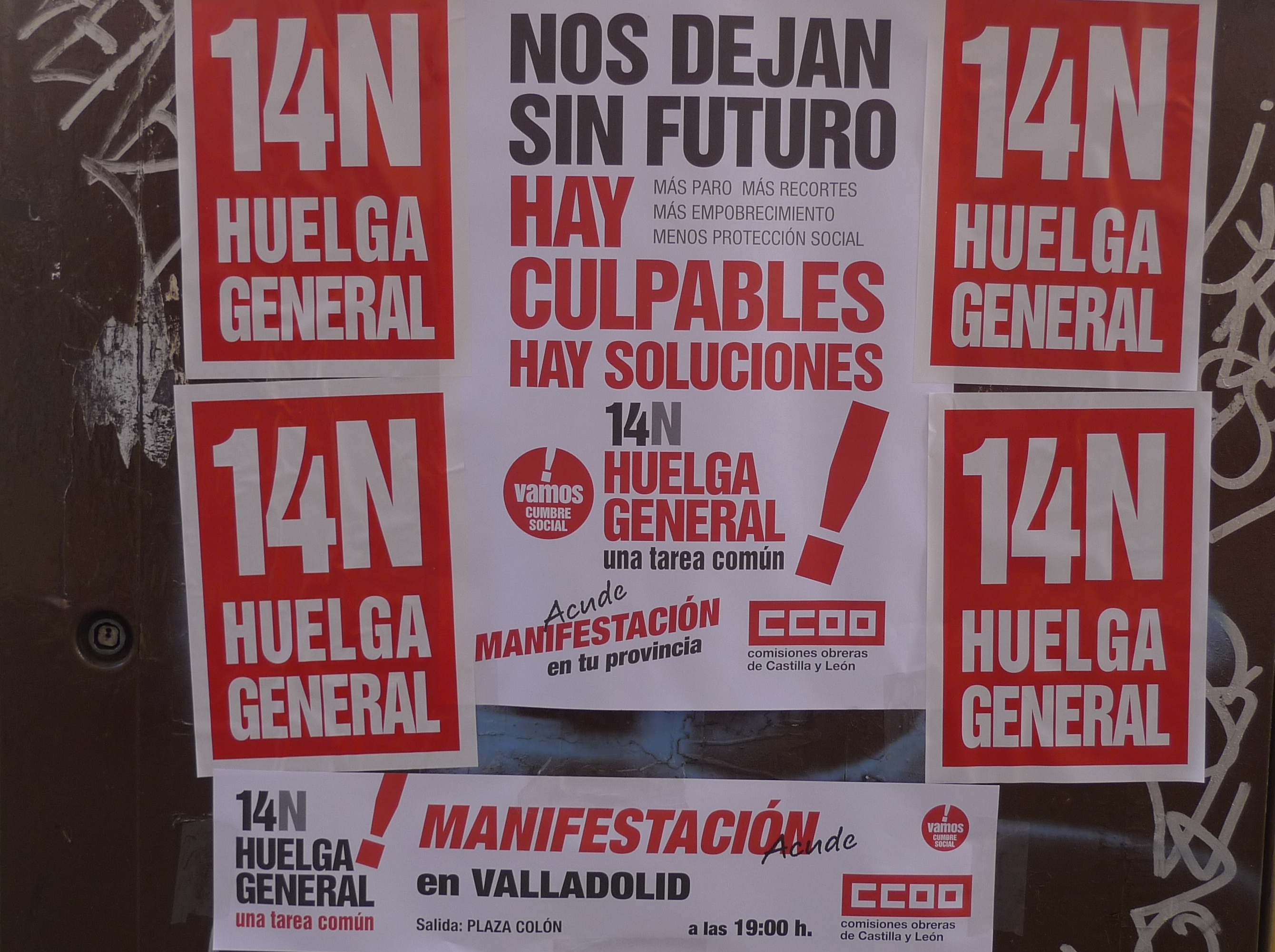
Carteles sindicales alentando la huelga general del 14N

### En España
El Partido Popular, partido del Gobierno de España y principal fuerza política en escaños del Congreso no apoyó la huelga y argumentó que "no ayuda en nada a España ni a su imagen".
Desde el principal partido de la oposición al gobierno, el PSOE, se dijo de la huelga: "sobran razones en España y en Europa para hacerla". La tercera fuerza política en votos de España, Izquierda Unida apoyó la huelga diciendo: "La huelga del 14 de noviembre no es sólo una movilización laboral sino que es una jornada de lucha social y protesta ciudadana ante la miseria a la que nos está sometiendo el Partido Popular". Desde UPyD, cuarto partido nacional en votos, se respetó la decisión de los sindicatos pero no respaldó la convocatoria de la huelga diciendo que "no ayuda a hacer frente a la gravísima situación económica de España".

## La huelga en España

### Despliegue policial
Las agencias de noticias informaron de que el Ministerio del Interior desplegaría 1 300 agentes antidisturbios en Madrid, de los cuales la mitad procederían de otras provincias españolas. El despliegue es similar al organizado durante las manifestaciones de Rodea el Congreso el pasado mes de septiembre.

### Seguimiento de la huelga

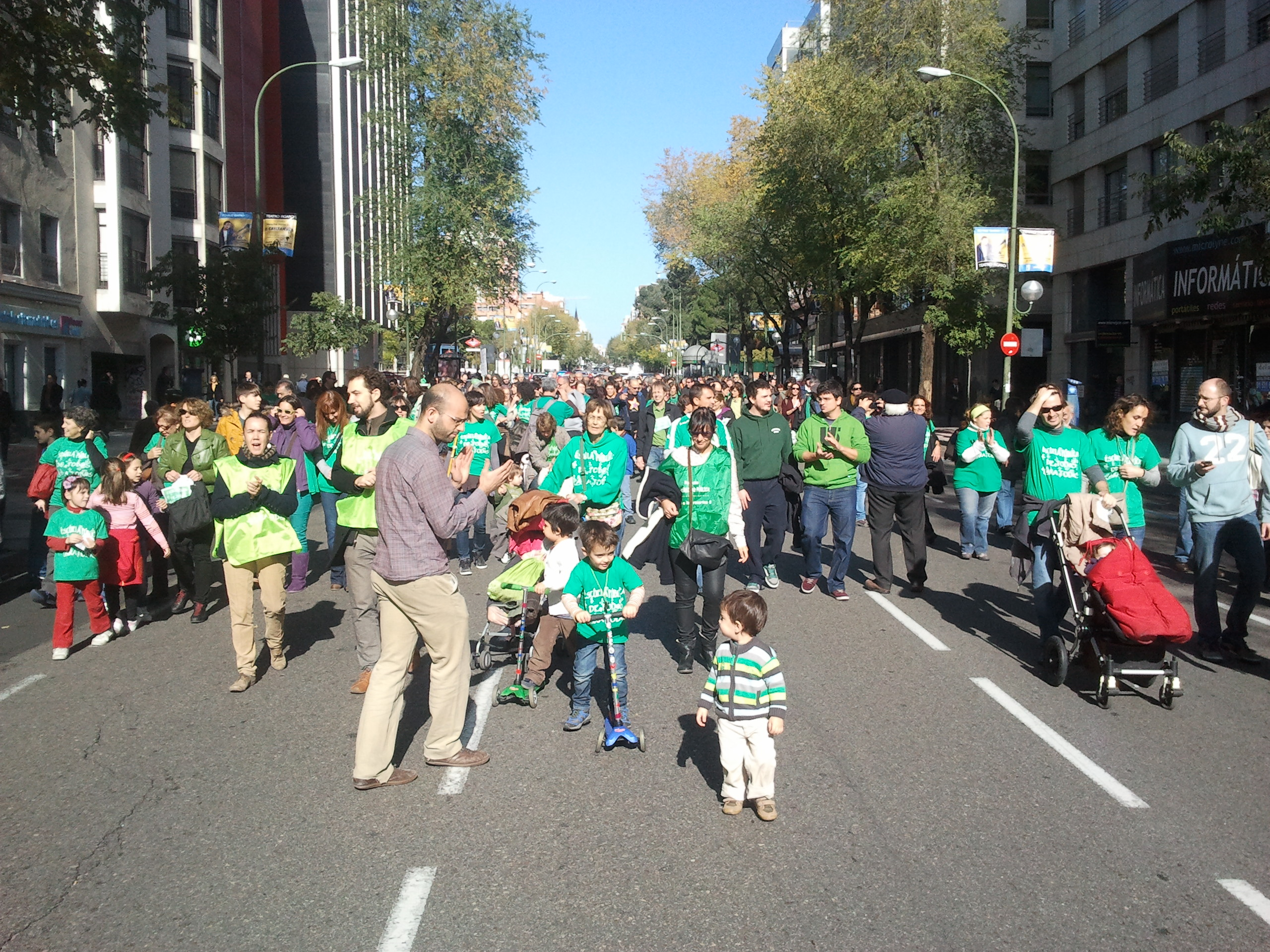
Piquetes por Chamberí, Madrid, en favor de la educación pública el día de la huelga

Los sindicatos UGT y CC.OO. cifraron en 9.185.383 los trabajadores españoles llamados a la huelga que participaron en la misma, o el 76,7%.
En comparación con la huelga anterior, el seguimiento fue, en términos absolutos, un 12,2% menor, pues aquella había sido secundada por 10.465.139 trabajadores. Sin embargo, en cifras relativas el seguimiento fue muy similar (76,7% frente al 77% de marzo).
Los sindicatos justificaron la caída en términos absolutos en dos puntos:
- El descenso en la ocupación, que estimaron en unos 600.000 trabajadores menos respecto a marzo.
- El aumento del número de trabajadores que realizaron servicios mínimos a los 2,5 millones, cerca de un millón más que en la huelga anterior ya que en esta ocasión se pactaron todos los servicios mínimos.[24][25]

Por su parte, la CEOE cifró el seguimiento de la huelga en un máximo del 10%, llegando a ser nulo en algunos sectores, si bien consideró un éxito la manifestación de Madrid.

### Manifestaciones

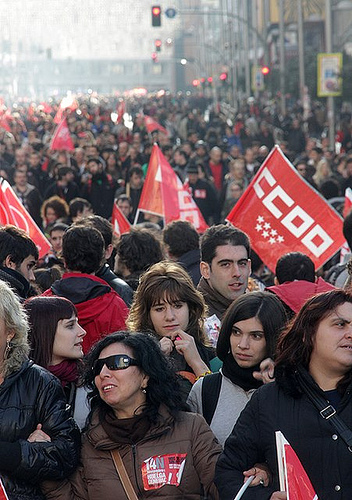
Vista parcial de la manifestación en Madrid, que llegó a extenderse desde la Estación de Atocha hasta la Plaza de Colón

En España las manifestaciones celebradas en la tarde del 14 de noviembre, en casos puntuales también por la mañana, fueron los eventos más visibles y seguidos de la jornada de huelga general. 
En la capital, Madrid, la manifestación colapsó las principales avenidas por las que transcurrió la protesta. Más de 1 millón de personas, según los organizadores, recorrieron la capital.  Mientras, la Delegación del Gobierno en Madrid cifró la participación en 35 000 personas, una cifra que no tardó en ser duramente criticada y considerada ridícula, pues contradecían el numeroso material audiovisual que apuntaba a cientos de miles de manifestantes y a que esa cifra era la misma en que el gobierno había cifrado, por ejemplo, el número de manifestantes en Ferrol, una ciudad con una población metropolitana treinta veces menor que Madrid.  Paralela a la manifestación sindical se convocó una concentración frente al Congreso que reunió a varios miles de personas —2000 según el gobierno. Esta última concentración acabó siendo disuelta por la policía, con un balance de varios detenidos y heridos. Numerosos participantes de la manifestación sindical se vieron inmersos en las cargas por la cercanía entre las dos protestas.

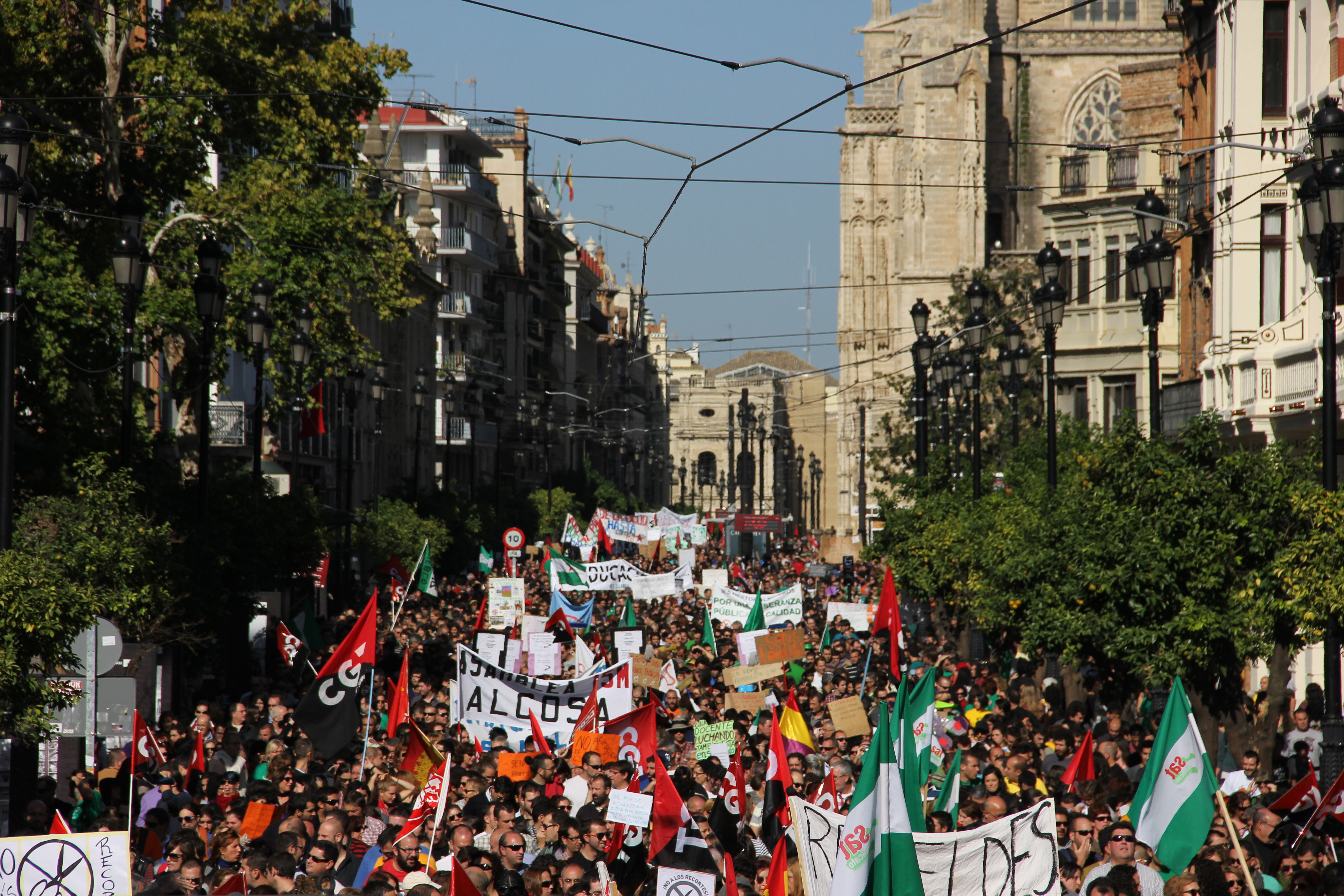
Manifestación en Sevilla.

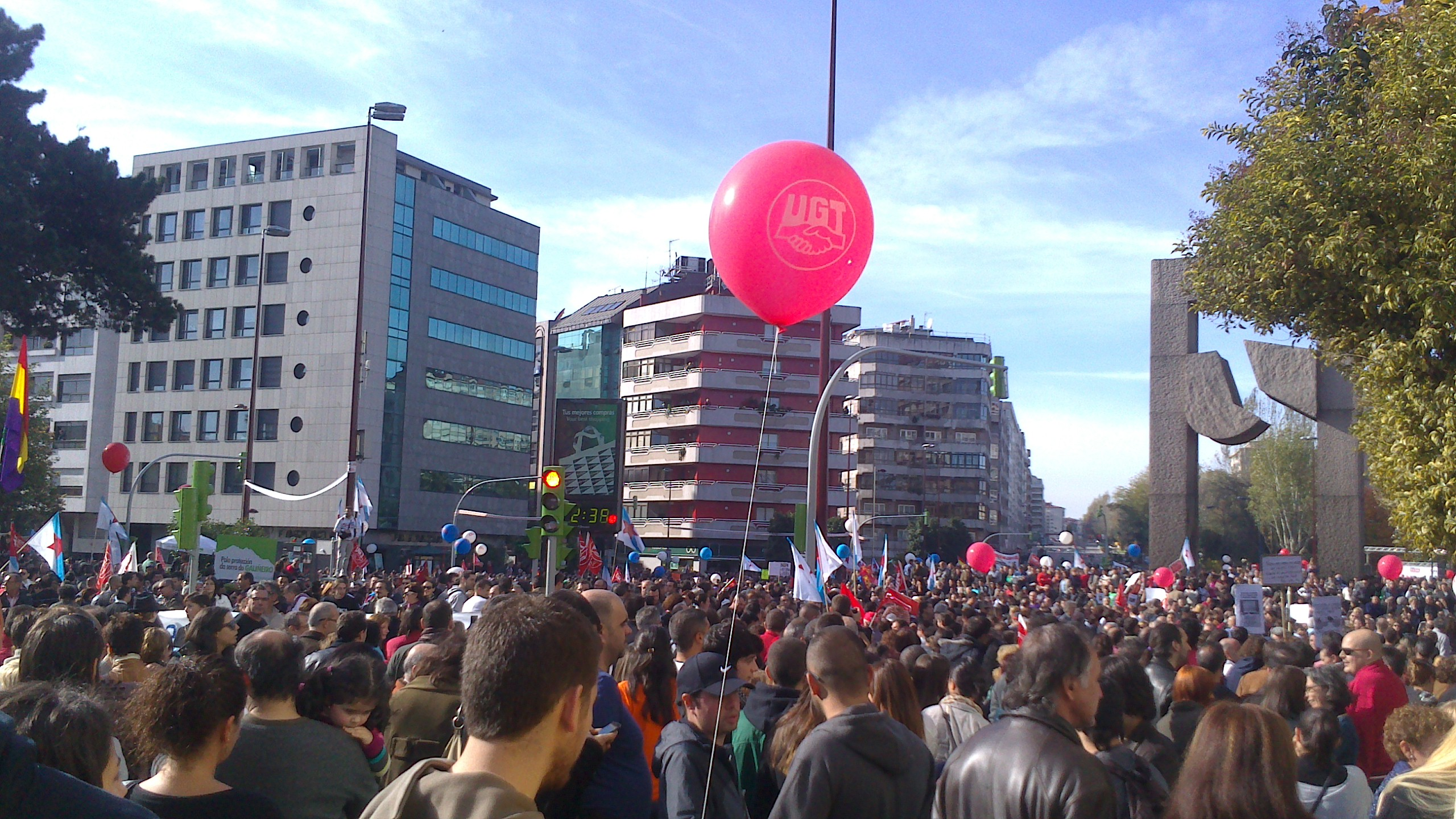
Manifestación en Vigo.

Barcelona fue la ciudad que acogió la mayor manifestación del país. Los sindicatos dieron la cifra de 1 115 000 participantes. Los Mozos de Escuadra cifraron la participación en 110 000 personas y el gobierno en 57 000. Una marcha paralela a la manifestación principal terminó en disturbios y cargas policiales. Los manifestantes denunciaron el uso de pelotas de goma para disolverles, algo negado por la Generalidad de Cataluña, pero que numerosos vídeos parecían confirmar. Ocho meses después, siete policías admitieron que dispararon en la zona en la que resultó herida la manifestante Ester Quintana, quien perdió un ojo durante las cargas policiales, según los testigos, por una pelota de goma. Más de un año después, el parlamento catalán ratificó el fin del uso de pelotas de goma. 
En Valencia se desarrolló la tercera manifestación —la segunda según el gobierno— más multitudinaria de la jornada con la participación de cientos de miles de personas, 350 000 según los convocantes, y el colapso de las principales arterias de la ciudad. Por su parte el gobierno dio la cifra de 50 000 participantes. Otras ciudades valencianas, como Elche —10 000 manifestantes según la policía—, Alicante —40 000—   o Castellón —20 000— , también acogieron manifestaciones.
Según Comisiones Obreras más de medio millón de personas salieron a la calle en Galicia y por su parte el gobierno dio cifras de 65 000 manifestantes en La Coruña, 125 000 en Vigo, 10 000 en Lugo, 30 000 en Orense y 45 000 en Ferrol.  Más allá de las cifras las manifestaciones en Galicia destacaron por su elevado tamaño e incluso los sindicatos las calificaron de históricas.
Andalucía fue otro foco importante de protestas, con más de medio millón de asistentes a las manifestaciones según los organizadores y 100 000 según el gobierno. En Sevilla, los sindicatos hablaban de 140 000 manifestantes y el Gobierno de 16 000. En Málaga también se dio la cifra de 140 000, dato que de nuevo el gobierno redujo a unos 20 000.
En las Islas Baleares tuvieron lugar multitudinarias manifestaciones con entre 60 000 y 50 000 manifestantes en Palma y 5000 en Ibiza.
En ciudades como Bilbao se reunieron 8000 personas según el gobierno y "varias decenas de miles" según los organizadores. En Zaragoza asistieron unas 100 000 personas, además en Aragón hubo una importante movilización en Huesca, Sabiñánigo, Barbastro, Monzón. Caspe, Teruel, Alcañiz, Ejea y Tauste. 
Según datos, todos del gobierno, 15 000 personas se manifestaron también en Extremadura, 20 000 en Murcia, 40 000 sólo en Valladolid, 100 000 en Asturias, 10 000 en Cantabria y Pamplona y algo más de 12 000 en Castilla-La Mancha.
En total, según el Gobierno se manifestaron por toda España unas 800 000 personas, mientras que siguiendo las cifras aportadas por los sindicatos el número total de manifestantes habría ascendido a casi 4 millones.

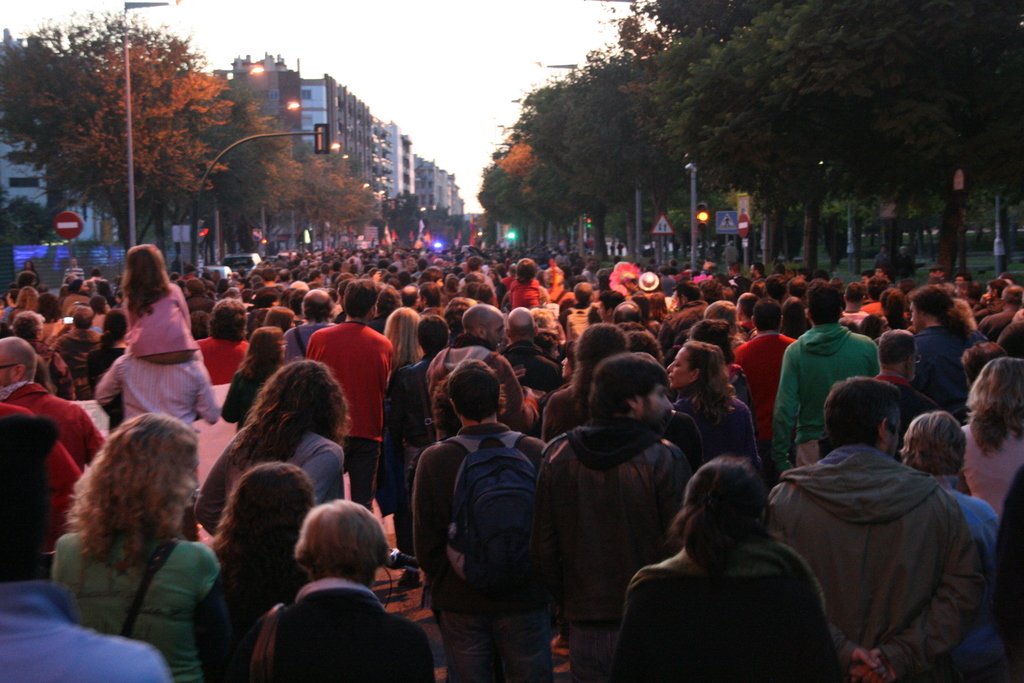
Manifestación en Córdoba
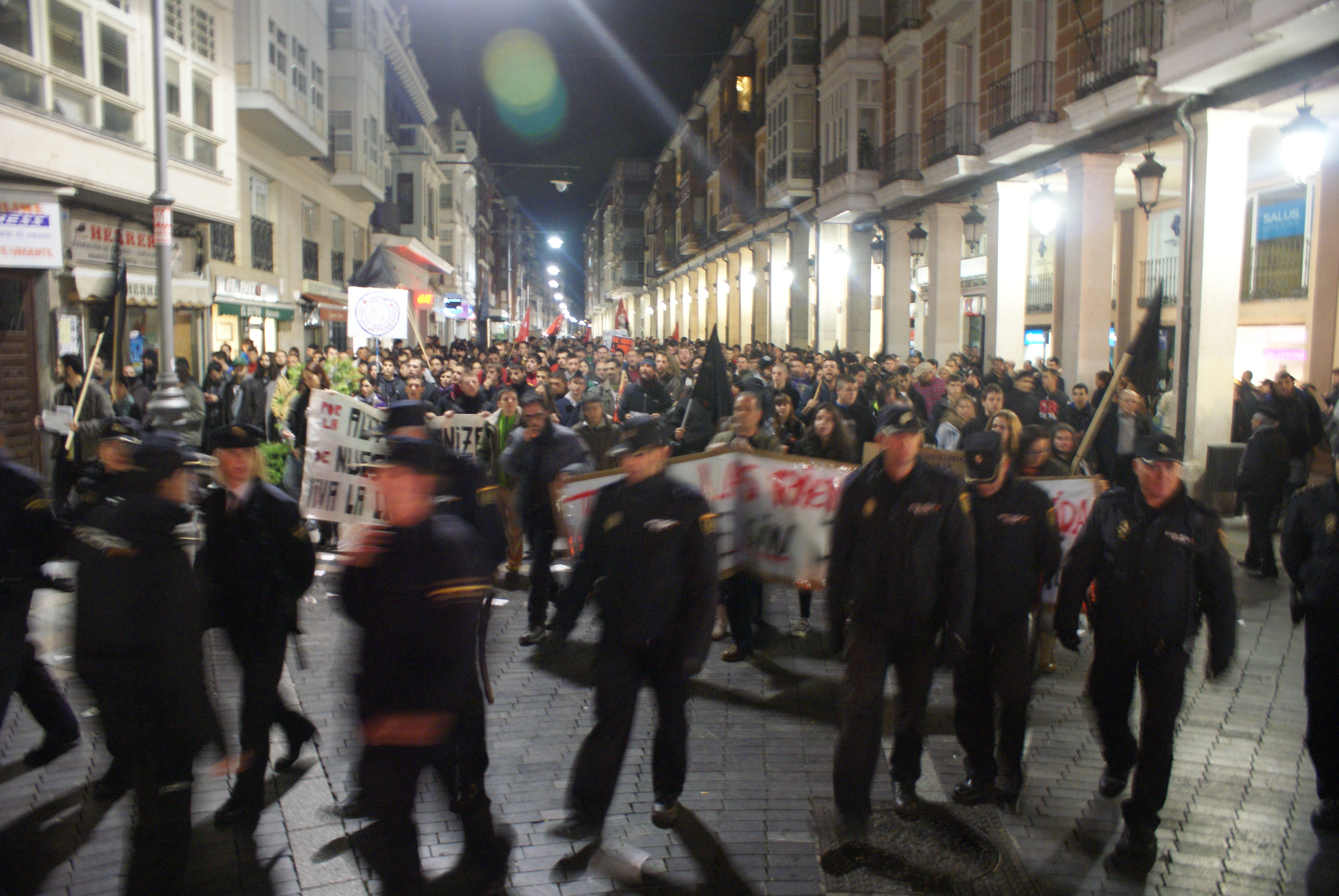
Manifestación alternativa en Palencia
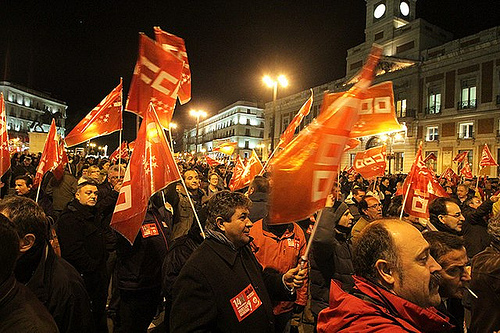
Manifestación en Madrid
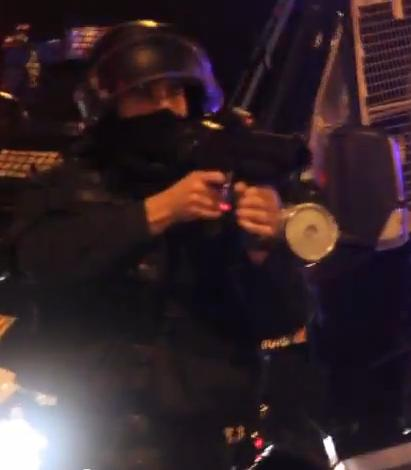
Un Mozo de Escuadra portando un arma en Barcelona
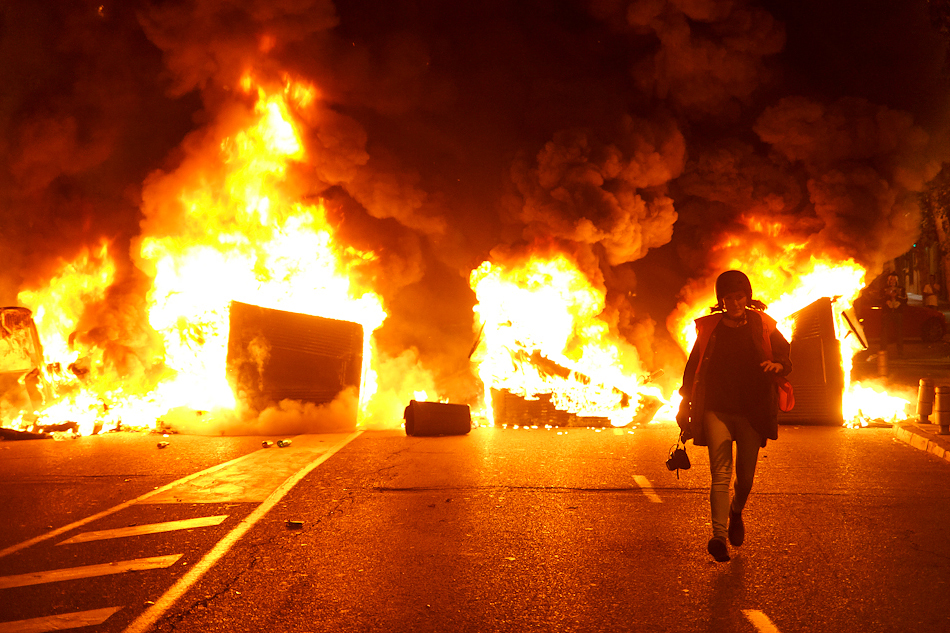
Disturbios en Madrid

### Consumo eléctrico
Según los datos facilitados por el gobierno, pasadas las 19.00 horas, el consumo de electricidad fue un 12,7% menor que el previsto. Este descenso fue 3,6 puntos menor del registrado en la huelga anterior de marzo de 2012. Según los datos de Red Eléctrica de España, a las 18.30 horas el consumo había registrado una caída del 10,7% con respecto a la previsión, frente al 15,5% a la misma hora en la huelga de marzo de 2012.

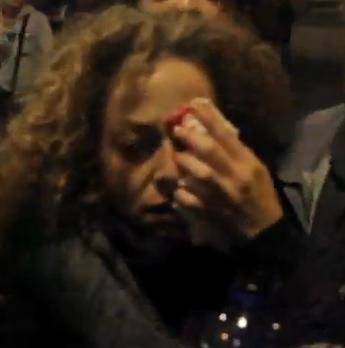
Ester Quintana, después de perder un ojo por el impacto de un proyectil en Barcelona

Según la metodología utilizada por Economistas Frente a la Crisis para estimar la variación del consumo de electricidad imputable a la actividad productiva durante la huelga con respecto del que tiene lugar cualquier otro día, la huelga supuso un descenso de este consumo del entorno del 60%.
Como ya sucedió en la huelga de 2010 en España, numerosos usuarios de las redes sociales subieron fotografías denunciando el encendido de farolas a plena luz del día supuestamente para manipular la medición del consumo de electricidad y así simular un seguimiento de la huelga menor del real.

### Heridos y detenidos
En España se produjeron en distintos altercados 142 detenciones y 74 heridos (43 de ellos agentes de los cuerpos y fuerzas de seguridad) a lo largo del día de huelga.
Destacar en España, a Ester Quintana, de 42 años, que perdió un ojo por el impacto de un proyectil lanzado por los Mozos de Escuadra en Barcelona, así como el atropello de un Mozo de Escuadra por uno de los furgones de sus compañeros.
En Portugal la Polícia de Segurança Pública informó de que se produjeron siete detenciones por desobediencia así como 48 heridos entre manifestantes y agentes en el transcurso de la manifestación frente al parlamento en Lisboa.